# Ömsning

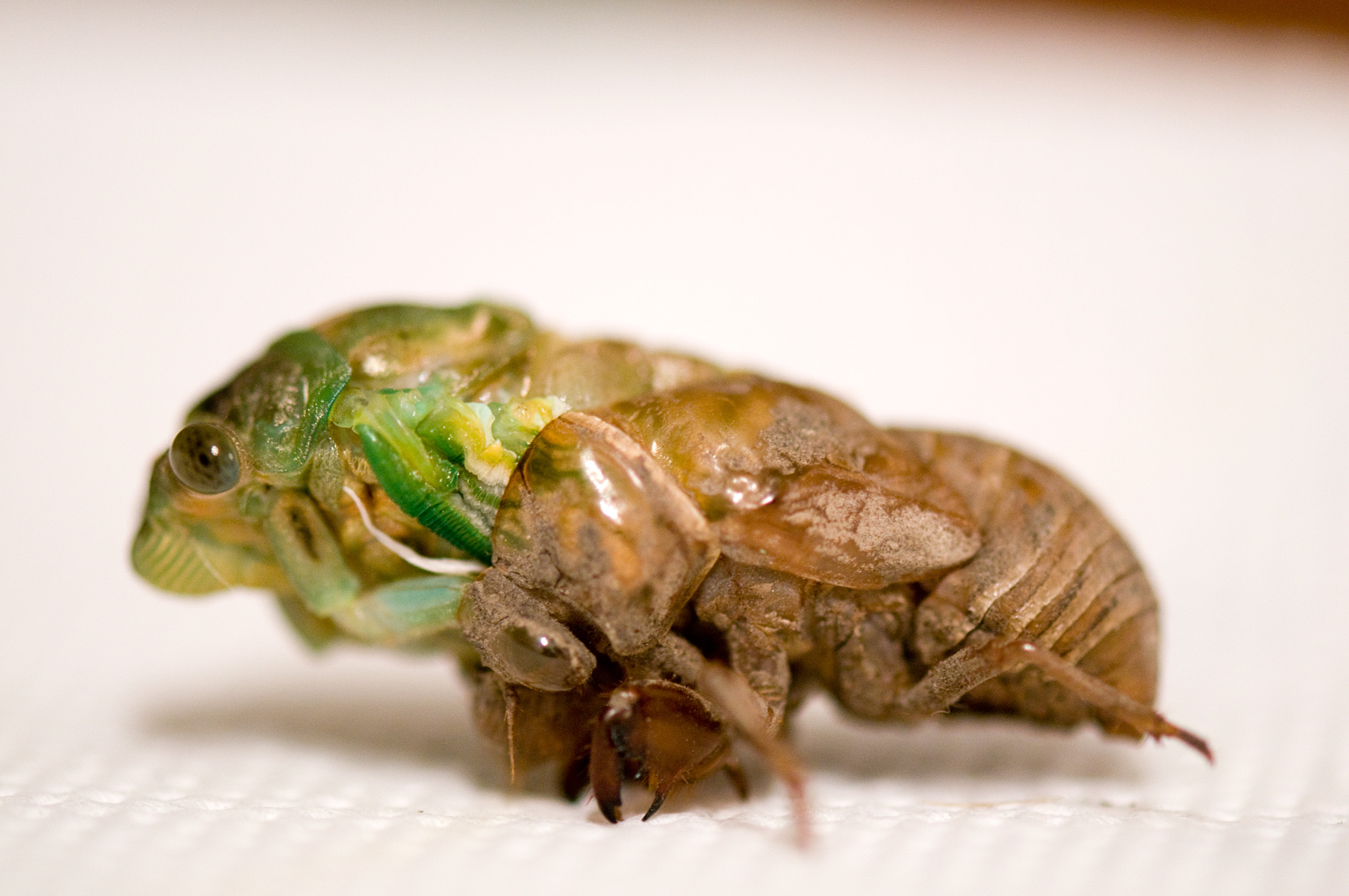
En cikada ömsar skal.

Ömsning är ett biologiskt begrepp för fenomenet att ett djur i sin normala utveckling gör sig av med en del av sin kropp – oftast, men inte alltid, en del av ett yttersta lager eller skinn. Ömsningen utförs ofta vid speciella tidpunkter i djurets livscykel eller årligen. När fåglar byter fjädrar i sin fjäderdräkt kallas det ruggning.  Insekters omvandling från larv till puppa till vuxen insekt kallas metamorfos.